# Squadra (unità militare)

Il simbolo in codice NATO APP-6A per indicare una squadra di fanteria

La squadra è un'unità militare organica, con dimensione variabili a seconda della forza armata di riferimento.

## Esercito
Nelle unità militari terrestri la squadra è l'unità organica più piccola, inferiore al plotone e composta da un numero variabile di uomini (a seconda dell'arma di appartenenza) compreso tra sette e undici, comandati da un graduato di truppa o da un sottufficiale (di solito un sergente o un caporale maggiore). La squadra normalmente ha capacità di trasporto autonome, potendo essere caricata al completo su un unico esemplare delle varie tipologie di mezzi militari a disposizione (dall'autocarro al trasporto truppe corazzato). Negli eserciti che seguono l'organizzazione del British Army o dello United States Army, la squadra è di solito designata come "sezione" (section) e a sua volta divisa in due o tre unità più piccole dette gruppi di fuoco (fireteam) e composte ciascuna da quattro uomini o meno.

## Marina e aeronautica militare
Nelle unità militari navali e nelle unità militari aeree la squadra è la formazione organica più grande, corrispondente a un corpo d'armata delle unità terrestri: è composta da almeno due divisioni navali o aeree e da altre unità di supporto, ed è comandata da un ammiraglio di squadra o da un generale di squadra aerea.
Si parla invece di sezione in ambito di addestramento nelle scuole della Marina Militare.